# Nimravus
Il nimravo (gen. Nimravus) è un mammifero carnivoro estinto, appartenente ai nimravidi. Visse tra l'Eocene superiore e l'Oligocene superiore (circa 36 - 29 milioni di anni fa) e i suoi resti fossili sono stati ritrovati in Nordamerica, Asia ed Europa.

## Descrizione
L'aspetto di questo carnivoro doveva essere sorprendentemente simile a quello di un grosso felide attuale: il muso corto, gli occhi in posizione frontale e le zampe allungate ricordano da vicino le caratteristiche presenti in un leopardo, e anche le dimensioni sono decisamente paragonabili. Tuttavia numerose altre caratteristiche distinguevano Nimravus dai felidi propriamente detti, in particolar modo nelle ossa delle zampe e in alcune caratteristiche del cranio.

### Cranio
Il cranio di Nimravus era caratterizzato da un profilo convesso e regolare della regione fronto-nasale, che lo rendeva simile a quello di una pantera. L'osso lacrimale era interamente situato all'interno della regione orbitale, mentre l'arcata zigomatica era piuttosto gracile, meno sviluppata rispetto a quella delle vere pantere. L'apofisi glenoide era poco allungata e la cavità glenoide, molto concava, era costeggiata da una cresta che limitava l'apertura della mandibola in senso longitudinale. La mandibola era caratterizzata dalla direzione quasi verticale del margine della sinfisi, andando così a formare una struttura riscontrata anche in alcuni creodonti (ad es. Machaeroides) e in alcuni felidi macairodonti. La mandibola di Nimravus presentava inoltre un'esostosi al di sotto del talonide del dente carnassiale inferiore, dalla funzione non chiara. 
La formula dentaria di Nimravus era 3/3, 1/1, 4/3, 1/2. Nella mascella superiore, i canini erano compressi e piuttosto allungati, anche se non quanto in forme simili quali Dinictis né tantomeno Hoplophoneus; il margine anteriore era arrotondato, mentre il margine posteriore era dentellato. I due primi premolari superiori erano molto ridotti e non funzionali, mentre il terzo era sviluppato normalmente. Il dente carnassiale era privo di parastilo, mentre il denticolo interno era posto più o meno al livello del margine anteriore del dente, e si allungava molto verso l'interno. La dentatura inferiore era caratterizzata da canini leggermente arcuati, come nei felidi, e dotati di una dentellatura nel margine interno e di una sezione triangolare. Il primo premolare era assente o estremamente ridotto, così come il secondo; gli altri due premolari avevano uno sviluppo normale. Il dente carnassiale era molto compresso, molto tagliente e privo di metaconide, con un tallonide tagliente e simile a quello dei canidi. Il secondo molare non mostrava alcuna traccia del trigonide e possedeva anch'esso una struttura tagliente. 

### Scheletro postcranico
Lo scheletro postcranico di Nimravus è imperfettamente conosciuto, ma mostra alcune caratteristiche peculiari che non sono presenti nei felidi. Le ossa delle zampe erano allungate e snelle; le zampe posteriori avevano quattro dita, delle quali le due centrali erano più lunghe: in questo ricordavano molto più quelle dei canidi che quelle dei felidi. Gli artigli dovevano essere solo parzialmente protrattili.

## Classificazione
Nimravus è il genere eponimo della famiglia Nimravidae, comprendente alcuni generi di mammiferi carnivori molto simili ai felidi, ma non strettamente imparentati con essi. In particolare, Nimravus fa parte dei Nimravinae, un gruppo di nimravidi dalle caratteristiche piuttosto arcaiche, di cui fa parte anche Dinaelurus. 
Il genere Nimravus venne descritto per la prima volta da Edward Drinker Cope nel 1879, sulla base di resti fossili rinvenuti in Oregon in terreni risalenti all'Oligocene inferiore, che lo stesso Cope aveva descritto l'anno precedente come una nuova specie del genere Machaerodus (= Machairodus).

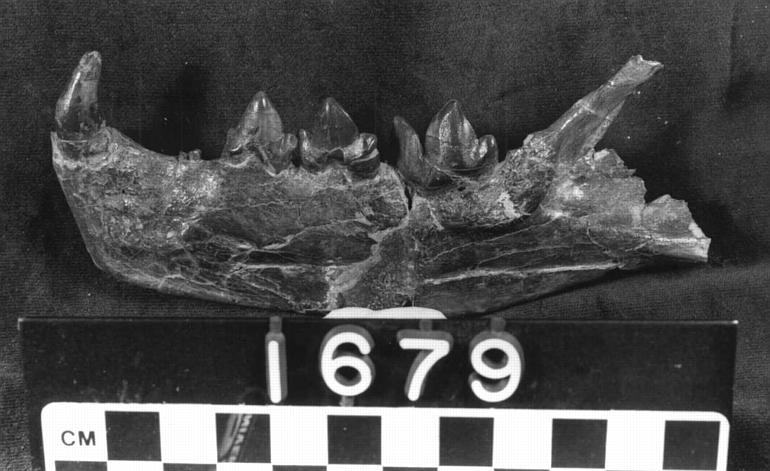
Mandibola di Nimravus

Cope denominò Nimravus e i suoi stretti parenti "falsi denti a sciabola"; lo studioso riteneva che questi generi formassero una connessione intermedia tra i felidi primitivi come Pseudaelurus e i felidi dai denti a sciabola primitivi, come Dinictis, Pogonodon e Hoplophoneus. Studi successivi, come quello di Scott & Jepsen (1936), mantennero questo punto di vista, collocando Nimravus in una sottofamiglia a sé stante  (Nimravinae) all'interno dei Felidae, come una forma di transizione tra i "veri gatti" e i Machairodontinae (Eusmilus, Smilodon). Successivamente, il presunto stato intermedio di Nimravus venne messo in discussione, grazie a revisioni approfondite riguardanti l'anatomia di nimravidi, felidi e gruppi imparentati (Baskin, 1981; Bryant, 1988; Hunt, 1987; Neff, 1983). Tuttavia, all'interno della famiglia Nimravidae, Nimravus ha sempre mantenuto una posizione basale nelle analisi cladistiche (Bryant, 1996; Peigné, 2003), e ciò sembrerebbe indicare che Nimravus possa avvicinarsi alla morfologia di un nimravide ancestrale (Barrett, 2016).
La specie tipo è Nimravus brachyops, i cui fossili sono stati ritrovati in Oregon ma anche in California, Nebraska e South Dakota. Altre specie attribuite a questo genere sono N. sectator, anch'essa nordamericana ma più recente (Oligocene superiore del South Dakota), l'europea N. intermedius (Eocene superiore - Oligocene inferiore delle fosforiti di Quercy in Francia) e N. mongoliensis (Eocene superiore - Oligocene inferiore della Mongolia). Al genere Nimravus sono stati attribuiti anche fossili ritrovati in terreni dell'Eocene superiore della Tailandia.

## Paleoecologia

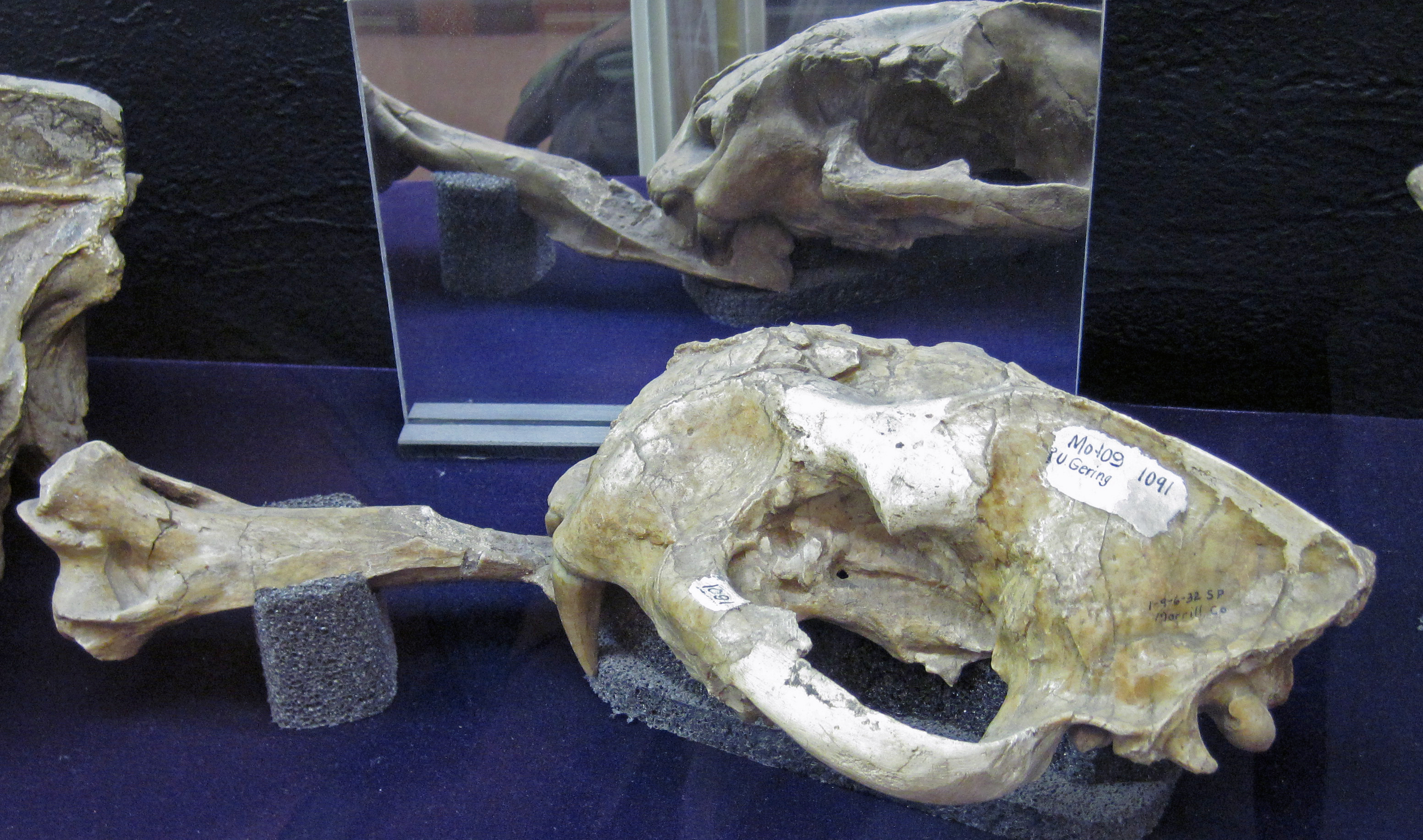
Cranio di Nimravus con, tra le fauci, un omero di un altro esemplare

Molto probabilmente il nimravo tendeva imboscate come i moderni grandi felidi, balzando addosso alle prede e azzannandole con i canini aguzzi. Probabilmente il nimravo cacciava uccelli e piccoli mammiferi, ma forse era in grado di cacciare anche animali più grossi come gli equidi preistorici. Altri nimravidi del tempo, come Eusmilus, competevano con Nimravus nelle vaste pianure nordamericane: un cranio di Nimravus ha un foro proprio nella regione frontale; il foro ha le dimensioni e la forma in sezione di un dente di Eusmilus. Questo particolare individuo di Nimravus apparentemente sopravvisse allo spiacevole incontro, poiché la ferita mostra segni di guarigione. Un altro fossile di Nimravus proveniente dal Nebraska comprende un cranio con i canini incorporati nell'omero di un altro Nimravus, il che indica un combattimento intraspecifico in questo caso fatale.